# Jürgen Damboldt
Jürgen Damboldt ( 1937 – 1978) fue un botánico y pteridólogo alemán.

## Algunas publicaciones

### Libros
- 1970. Revision der Gattung Asyneuma. Vol. 17 de Boissiera : mémoires des Conservatoire et Jardin botaniques de la Ville de Genève. Editor Conservatoire et Jardin botaniques, 128 pp. ISBN 2-8277-0032-8

- 1964. Zytotaxonomische revision der isophyllen campanulae in europa. Editor Ludwig-Maximilians Universität München, 57 pp.

### Coeditor
- 1964. Illustrierte Flora Von Mitteleuropa. Pteridophyta - Spermatophyta (Illustrated Flora of Central Europe): Spermatophyta - Angiospermae - Dicotyledones 2 (5). Autor Gustav Hegi. Editores Karlheinz Rechinger, Hans Von Conert, Jürgen Damboldt, Eckehart Jager, Joachim Kadereit. 2ª ed. de John Wiley & Sons, Ltd. 644 pp. ISBN 3-8263-2855-8

## Honores

### Eponimia
- (Campanulaceae) Campanula damboldtiana P.H.Davis & Sorger[2]

- (Caryophyllaceae) Silene damboldtiana Greuter & Melzh.[3]

- (Plumbaginaceae) Limonium damboldtianum Phitos & R.Artelari[4]

- La abreviatura «Damboldt» se emplea para indicar a Jürgen Damboldt como autoridad en la descripción y clasificación científica de los vegetales.[5]